# Кастело (Пезаро и Урбино)
Кастело (итал. Castello) је насеље у Италији у округу Пезаро и Урбино, региону Марке.
Према процени из 2011. у насељу је живело 142 становника. Насеље се налази на надморској висини од 465 м.